# Pontchardon
Pontchardon est une commune française, située dans le département de l'Orne en région Normandie, peuplée de 184 habitants (les Pontchardonnais).

## Géographie
La commune se situe au sud du pays d'Auge. Son bourg est à 5,5 km à l'est de Vimoutiers, à 8 km au nord-ouest du Sap, à 14 km au sud-est de Livarot et à 18 km au sud-ouest d'Orbec.
Couvrant 483 hectares, le territoire de Pontchardon est le moins étendu du canton de Vimoutiers.
| Canapville | Canapville  | Avernes-Saint-Gourgon |
| Vimoutiers | Pontchardon | Avernes-Saint-Gourgon |
| Ticheville | Ticheville  | Le Bosc-Renoult       |

### Hydrographie
La commune est située dans le bassin Seine-Normandie. Elle est drainée par la Touques, un bras de la Touques, le fossé 01 du Clos du Pré, le ruisseau de Beauleveque et divers autres petits cours d'eau,.
La Touques, d'une longueur de 108 km, prend sa source dans la commune de Champ-Haut et se jette  dans la baie de Seine en limite de Trouville-sur-Mer et de Deauville, après avoir traversé 42 communes. 

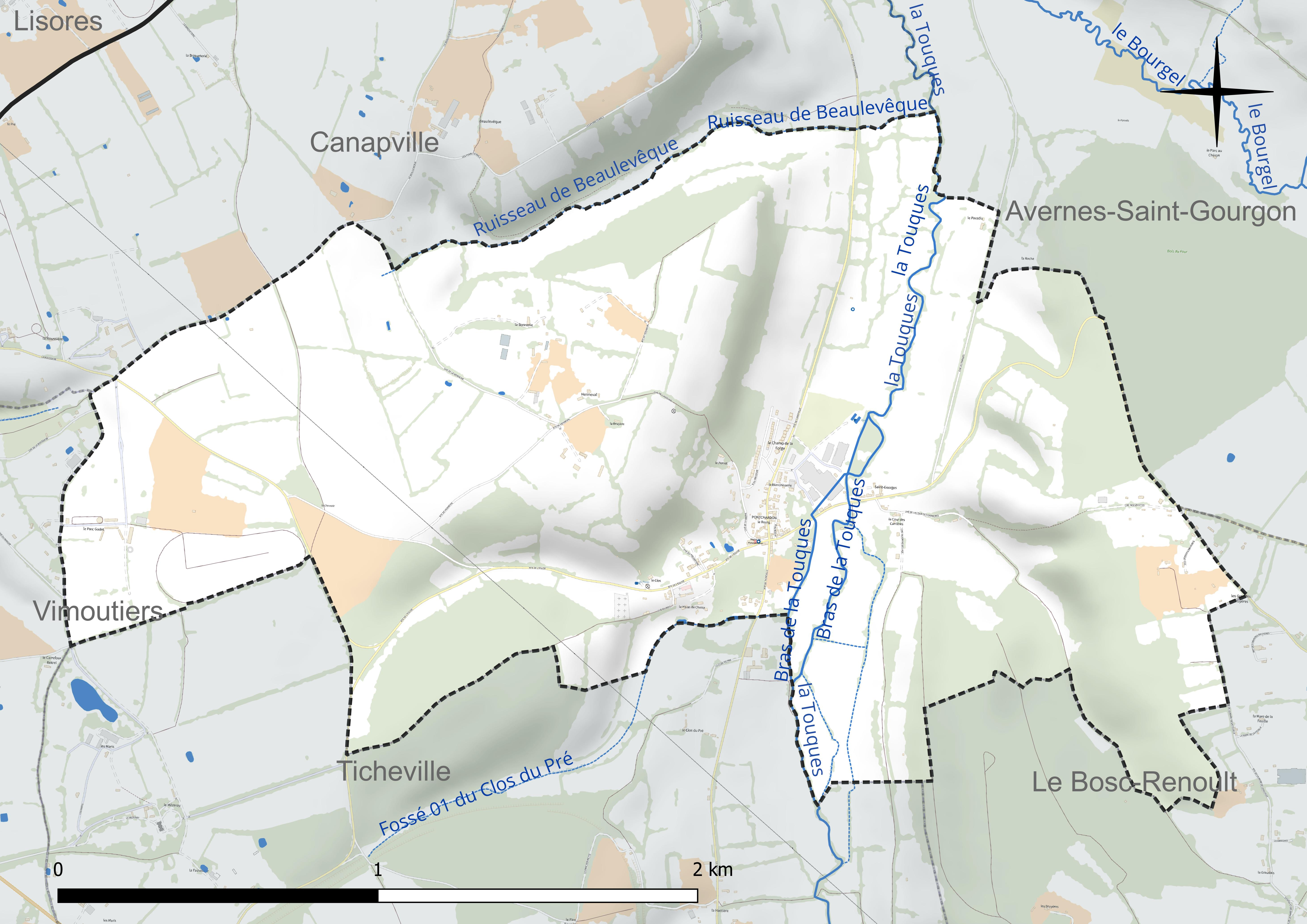
Réseau hydrographique de Pontchardon.

### Climat
Pour des articles plus généraux, voir Climat de la Normandie et Climat de l'Orne.
En 2010, le climat de la commune est de type climat océanique dégradé des plaines du Centre et du Nord, selon une étude du CNRS s'appuyant sur une série de données couvrant la période 1971-2000. En 2020, Météo-France publie une typologie des climats de la France métropolitaine dans laquelle la commune est exposée à un climat océanique et est dans la région climatique Normandie (Cotentin, Orne), caractérisée par une pluviométrie relativement élevée (850 mm/a) et un été frais (15,5 °C) et venté. Parallèlement le GIEC normand, un groupe régional d’experts sur le climat, différencie quant à lui, dans une étude de 2020, trois grands types de climats pour la région Normandie, nuancés à une échelle plus fine par les facteurs géographiques locaux. La commune est, selon ce zonage, exposée à un « climat contrasté des collines », correspondant au Pays d’Auge, Lieuvin et Roumois, moins directement soumis aux flux océaniques et connaissant toutefois des précipitations assez marquées en raison des reliefs collinaires qui favorisent leur formation.
Pour la période 1971-2000, la température annuelle moyenne est de 10,2 °C, avec une amplitude thermique annuelle de 13,8 °C. Le cumul annuel moyen de précipitations est de 801 mm, avec 12,4 jours de précipitations en janvier et 8,5 jours en juillet. Pour la période 1991-2020, la température moyenne annuelle observée sur la station météorologique la plus proche, située sur la commune de Ticheville à 2 km à vol d'oiseau, est de 10,9 °C et le cumul annuel moyen de précipitations est de 826,1 mm,. Pour l'avenir, les paramètres climatiques de la commune estimés pour 2050 selon différents scénarios d’émission de gaz à effet de serre sont consultables sur un site dédié publié par Météo-France en novembre 2022.

## Urbanisme

### Typologie
Au 1er janvier 2024, Pontchardon est catégorisée commune rurale à habitat dispersé, selon la nouvelle grille communale de densité à sept niveaux définie par l'Insee en 2022.
Elle est située hors unité urbaine et hors attraction des villes,.

### Occupation des sols
L'occupation des sols de la commune, telle qu'elle ressort de la base de données européenne d’occupation biophysique des sols Corine Land Cover (CLC), est marquée par l'importance des territoires agricoles (76 % en 2018), une proportion identique à celle de 1990 (76 %). La répartition détaillée en 2018 est la suivante : 
prairies (63,4 %), forêts (17,5 %), terres arables (12,6 %), zones urbanisées (6,6 %). L'évolution de l’occupation des sols de la commune et de ses infrastructures peut être observée sur les différentes représentations cartographiques du territoire : la carte de Cassini (XVIIIe siècle), la carte d'état-major (1820-1866) et les cartes ou photos aériennes de l'IGN pour la période actuelle (1950 à aujourd'hui).

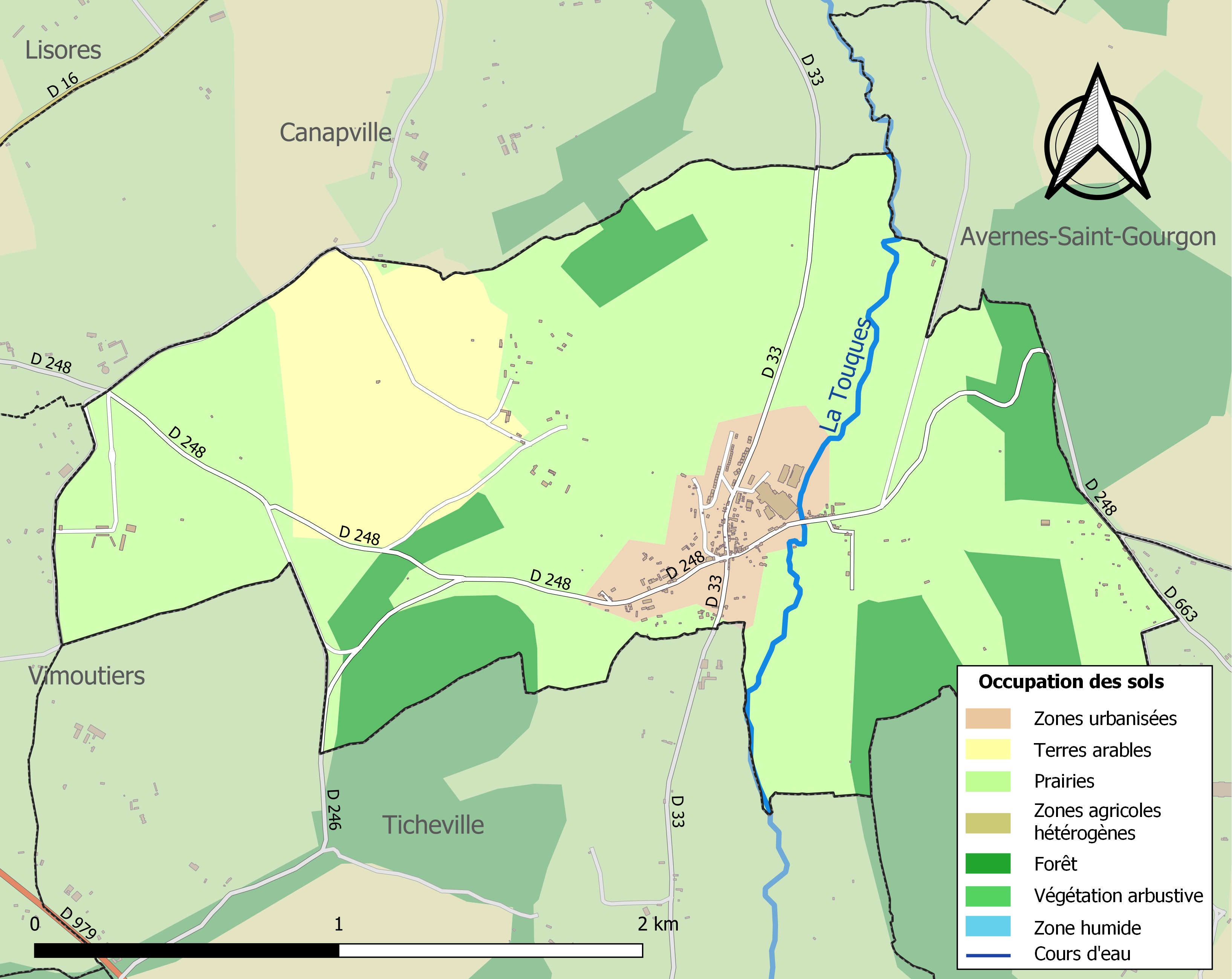
Carte des infrastructures et de l'occupation des sols de la commune en 2018 (CLC).

## Toponymie
Le nom de la localité est attesté sous les formes Saint Martin de Pontchardon en 1793, Saint-Martin-du-Pont-Chardon en 1801, Pontchardon en 1886.
Le premier élément Pont parait clairement lié au passage sur la Touques, d'autant que les deux paroisses composantes étaient de part et d'autre du fleuve côtier. Le second pourrait être issu d'un anthroponyme,.

## Histoire
En 1811, Saint-Martin-de-Ponchardon (250 habitants en 1806) absorbe Saint-Georges-de-Pontchardon (46 habitants) à l'est de son territoire. La commune prend simplement le nom de « Pontchardon » en 1886,.

## Politique et administration
| Période                                  | Période      | Identité         | Étiquette | Qualité |
| ---------------------------------------- | ------------ | ---------------- | --------- | ------- |
| ?                                        | février 2004 | Eugène Brossault |           |         |
| février 2004                             | mars 2008    | Jean Hardy       | SE        |         |
| mars 2008                                | mars 2014    | Michel Boutry    | SE        |         |
| mars 2014                                | En cours     | Gérard Tanguy    | SE        | Employé |
| Les données manquantes sont à compléter. |              |                  |           |         |

Le conseil municipal est composé de onze membres dont le maire et deux adjoints.

## Démographie
L'évolution du nombre d'habitants est connue à travers les recensements de la population effectués dans la commune depuis 1793. Pour les communes de moins de 10 000 habitants, une enquête de recensement portant sur toute la population est réalisée tous les cinq ans, les populations de référence des années intermédiaires étant quant à elles estimées par interpolation ou extrapolation. Pour la commune, le premier recensement exhaustif entrant dans le cadre du nouveau dispositif a été réalisé en 2007.
En 2022, la commune comptait 184 habitants, en évolution de −8,91 % par rapport à 2016 (Orne : −3,21 %, France hors Mayotte : +2,11 %).
Pontchardon a compté jusqu'à 487 habitants en 1975, le maximum précédent ayant été atteint en 1886 avec 449 habitants.
| 1793 | 1800 | 1806 | 1821 | 1836 | 1841 | 1846 | 1851 | 1856 |
| ---- | ---- | ---- | ---- | ---- | ---- | ---- | ---- | ---- |
| 267  | 229  | 250  | 309  | 333  | 351  | 308  | 310  | 364  |

| 1861 | 1866 | 1872 | 1876 | 1881 | 1886 | 1891 | 1896 | 1901 |
| ---- | ---- | ---- | ---- | ---- | ---- | ---- | ---- | ---- |
| 404  | 390  | 376  | 397  | 440  | 449  | 431  | 403  | 395  |

| 1906 | 1911 | 1921 | 1926 | 1931 | 1936 | 1946 | 1954 | 1962 |
| ---- | ---- | ---- | ---- | ---- | ---- | ---- | ---- | ---- |
| 372  | 346  | 286  | 299  | 254  | 272  | 289  | 284  | 386  |

| 1968 | 1975 | 1982 | 1990 | 1999 | 2006 | 2007 | 2012 | 2017 |
| ---- | ---- | ---- | ---- | ---- | ---- | ---- | ---- | ---- |
| 405  | 487  | 412  | 311  | 310  | 246  | 237  | 243  | 180  |

| 2022 | - | - | - | - | - | - | - | - |
| ---- | - | - | - | - | - | - | - | - |
| 184  | - | - | - | - | - | - | - | - |

## Lieux et monuments
- Église Saint-Martin (XVIe siècle). Elle abrite des œuvres classées à titre d'objets aux Monuments historiques[29].
- Château (XIXe).